# Lama, Haute-Corse
Lama je naselje in občina v francoskem departmaju Haute-Corse regije - otoka Korzika. Leta 1999 je naselje imelo 130 prebivalcev.

## Geografija
Kraj leži v severnem delu otoka Korzike 62 km jugozahodno od središča Bastie.

## Uprava
Občina Lama skupaj s sosednjimi občinami Murato, Pietralba, Piève, Rapale, Rutali, Sorio, San-Gavino-di-Tenda, Santo-Pietro-di-Tenda in Urtaca sestavlja kanton Haut-Nebbio s sedežem v Muratu. Kanton je sestavni del okrožja Calvi.